# Madrid (Iowa)
Madrid è una città degli Stati Uniti d'America, situata nello Stato dell'Iowa, nella Contea di Boone.